# Utrikespolitiska föreningen i Uppsala
Utrikespolitiska föreningen i Uppsala är en politiskt, religiöst och fackligt obunden förening i Uppsala som drivs på ideell basis. Utrikespolitiska föreningen, UF, arbetar sedan grundandet 1948 för att upprätthålla en seriös bevakning av, och väcka debatt kring, utrikespolitiska och internationella frågor. Detta görs främst genom att anordna föredrag två gånger per vecka under terminerna. Olika personer bjuds in för att tala; allt från miljöaktivister och journalister till ambassadörer och politiker. Bland tidigare föreläsare kan nämnas Ban Ki-Moon, Kofi Annan, Boutros Boutros-Ghali, Olof Palme, Fredrik Reinfeldt, Göran Persson, Anna Lindh, Sharon Stone, Jan Eliasson, Hans Blix och Hans Rosling med flera.
Föreningens ger också ut en tidskrift vid namn Uttryck som utkommer fyra gånger per år. UF anordnar även studiecirklar, debatter, studiebesök, filmvisningar, resor och fester under diverse utrikespolitiska teman. Föreningen har cirka 1000 medlemmar. Föreningen leds av ordförande Stacy Ogechukwu Ikemefuna Amaechi och vice ordförande Linnea Vilhelmina Törnlund.

## Historia
År 1925 bildades Uppsala Studentförening för Nationernas Förbund och snart bildades liknande föreningar i Stockholm, Lund och Göteborg. Dessa bildade tillsammans Sveriges Akademiska Förening för Nationernas Förbund, vilken i sin tur var medlem i Internationella Universitetsfederationen för Nationernas Förbund (FUI), med säte i Genève. 1935 bröt dock de skandinaviska akademiska NF-föreningarna med FUI och dess lokalföreningar bytte namn till Utrikespolitiska Föreningen. Några år senare, 1939, bytte även det svenska centralförbundet namn till Sveriges Akademiska Förbund för Utrikespolitik (SAFU). Många lokalföreningar upphörde med sin verksamhet under Andra världskriget, varvid centralförbundet upplöstes. Detta gällde dock inte lokalföreningen i Uppsala som inbjöd de prominenta nazisterna professor Konrad Meyer från Berlin som höll föredrag den 13 december 1940, samt Hans Draeger, ordförande i tysk-svenska föreningen i Berlin, vilken höll ett nyordningsföredrag i stortysk anda här i december 1941. Möjligen låg verksamheten nere i Uppsala åren 1944–1947.
Utrikespolitiska föreningen i Uppsala återuppstod efter kriget som Sveriges första officiella FN-förening för studenter den 18 februari 1948 under namnet Studentföreningen Mellanfolkligt Samarbete (SFMS). Hösten 1954 antogs namnet Utrikespolitiska föreningen. Föreningen var en av många föreningar som bildades i anslutning till den nya världsorganisationen Förenta Nationerna (FN) och dess folkrörelse World Federation of United Nations Association (WFUNA). Mycket tyder dock på att föreningen har rötter ända tillbaka till slutet av 1800-talet, men denna period vet vi inte så mycket om.
Föreningen var, och är än i dag, en partipolitiskt och religiöst obunden organisation med huvuduppgiften att upprätthålla en seriös bevakning av och väcka debatt kring utrikespolitiska eller andra internationella frågor. I stadgarna stödjer sig föreningen på FN:s deklaration om mänskliga rättigheter samt nu även Europakonventionen. Verksamhet har genom åren bedrivits inom ramen för dessa stadgar, men med varierad utformning. Detta beror till stor del på att föreningens medlemstal och ekonomi har varierat starkt genom åren, mycket på grund av varierande intresse för utrikespolitik hos studenterna.
Under de första åren, 1948–1960, låg tonvikten i föreningens verksamhet på arrangemang av föredrag, debattaftnar, studiecirklar samt skrivande av resolutioner och samarbete med liknande organisationer. Under denna tid talade bland andra författaren Per Anders Fogelström, den förre franske konseljpresidenten Pierre Mendès-France, Dagens Nyheters chefredaktör Herbert Tingsten samt författaren Per Wästberg för föreningens medlemmar. Föredrag har således varit ett återkommande inslag i föreningens verksamhet genom åren och sedan Henry Osborne, parlamentsledamot från Birmingham, inledningstal över temat World Government- is it possible?, har många mer eller mindre kända personer talat inför UF:s medlemmar.
Under det politiskt medvetna 1960-talet kom bland andra Israels utrikesminister Abba Eban, professor C. Frankel från USA och Senegals president Leopold Senghor på besök. Dessa föredragshållare väckte dock heta känslor, som helt i linje med tidsandan ledde till demonstrationer och direktaktioner. Föreningen hade 1968 1660 medlemmar. Under 1970-talet gick det dock lugnare till och tonvikten i föreningens verksamhet låg främst på anordnandet av studiecirklar, vilka oftast fokuserade på ekonomiska frågor men också på feminism och kvinnofrågor. Föreningen gästades icke desto mindre av prominenta gäster, som Olof Palme, Günter Wallraff, Alva och Gunnar Myrdal samt Islands statsminister Olafur Johannesson.
Under 1980-talet sjönk medlemsantalet drastiskt och föreningen hamnade i kris. Till de större projekten under 1980-talet hörde anordnandet av en serie föreläsningar och paneldebatter samt temanummer i föreningens tidning Uttryck kring ämnet "Fred i Europa". 1985 beslutade sig UF också för att lämna Utrikespolitiska Föreningarnas FN-Förbund (UFFN) sedan man tappat förtroendet för UFFN:s styrelse och dess skötsel av riksorganisationens medel. UF gick också ifrån den strikt utrikespolitiska inriktningen och tog för första gången upp miljöfrågor på programmet. Den 23 april 1988 anordnade UF en jubileumsfest för firandet av UF:s födelse och denna dag kan därmed ses som en milstolpe i föreningens historia.
Under 1990-talet förstärktes åter intresset för utrikespolitik. Med utrikesdepartementet, universitetet och Sida som de största bidragsgivarna inleddes en stabil period i föreningens ekonomi. Studiebesök till bland annat Sveriges televisions utrikesmagasin 8 dagar anordnades och föreningstidskriften Uttryck utvecklades. FN:s generalsekreterare Boutros Boutros-Ghali och sedan Kofi Annan talade inför UF:s medlemmar, vilket inspirerade till att UF för första gången genomföra två FN-rollspel. Ett FN-rollspel är en simulation av arbetet i en FN-församling. Ordföranden för det större rollspelet var den f.d. folkpartiledaren Bengt Westerberg. Den 25 april 1998 firade UF 50-årsjubileum.

## Nutida föredrag
Idag har föreningen en bred föredragsverksamhet och de vanligaste gästerna är politiker, journalister och akademiker. Ämnena följer två teman som är olika för varje läsår. De är knutna till de bidrag som föreningen årligen erhåller från exempelvis Utrikesdepartementet och Sida (Forum Syd), men ibland hålls även föredrag utanför dessa teman. Bland de senaste årens föredragshållare kan Göran Persson, Ban Ki-moon, Fredrik Reinfeldt, Sharon Stone och Kofi Annan nämnas.

## Resor
Varje år anordnas också minst en studieresa. Som exempel på genomförda resor kan nämnas FN:s högkvarter i Genève, Oljeberget i Jerusalem, Vitryssland, Marocko, Libanon, Iran och universiteten i Ljubljana, Zagreb och Bologna.

## Tidningen Uttryck
Föreningens tidning Uttryck, grundad 1966, kommer ut fyra gånger per år. Den fokuserar precis som föreningen i övrigt på utrikespolitik och globala frågor, varje nummer har ett tema som upptar ungefär halva numret. Tidningen är tvåspråkig och publicerar innehåll både på engelska och svenska. Temat inleds av en gästkrönikör, under de senaste åren har bland andra Mona Sahlin, Christina Jutterström och Gunilla Carlsson skrivit gästkrönikor. Uttryck har även en hemsida med exklusiva webbartiklar och utvalda artiklar ur den tryckta tidningen. 

## Radio UF
Jan Eliasson, Margot Wallström, Fredrik Reinfeldt, Maria Wetterstrand och Gudrun Schyman är några av alla de som under de senaste åren intervjuats av Radio UF. Programmet sänds varje torsdag mellan 16 och 17 från Studentradions lokaler i Ekonomikums källare. Varje vecka bjuds lyssnaren på nya infallsvinklar och reportage med koppling till aktuella händelser i världspolitiken.

## Övriga aktiviteter
UF anordnar även studiecirklar, debattklubbar, FN-rollspel, anordnar studiebesök och filmvisningar allt under olika utrikespolitiska teman.

## UFS
Den 20 april 1997 var Utrikespolitiska föreningen i Uppsala med om att tillsammans med de utrikespolitiska föreningarna i Göteborg, Umeå, Lund och Växjö bilda Sveriges Utrikespolitiska Föreningar (SUF), ett samarbetsorgan för landets samtliga utrikespolitiska föreningar. I dagsläget finns utrikespolitiska föreningar i Uppsala, Lund, Linköping, Stockholm, Södertörn, Umeå, Örebro,Göteborg, Jönköping och Malmö. Samarbetsorganet bär idag namnet Utrikespolitiska Förbundet Sverige.

## Övrigt
År 2004 tilldelades Utrikespolitiska föreningen i Uppsala Martin H:son Holmdahl-stipendiet för föreningens arbete med mänskliga rättigheter. Motiveringen löd: ”Ni får stipendiet för ert långvariga och av starkt engagemang präglade arbete för mänskliga rättigheter och internationell förståelse bland Uppsalas studenter och övriga intresserade. Ni har i ert ideella arbete visat stor initiativkraft och brett kunnande om mänskliga rättigheter, som utvecklats inte minst genom årliga studieresor och det senaste årets engagemang för mänskliga rättigheter i Turkiet, i anslutning till landets närmande till Europeiska Unionen.”
Idag är Utrikespolitiska föreningen i Uppsala Sveriges största arrangör av föredrag kring utrikespolitiska och internationella frågor. Föreningen hade i december 2009 cirka 1400 medlemmar, varav de flesta var studenter.